# Колокольчик молочноцветковый
Колоко́льчик молочноцветко́вый (лат. Campanula lactiflora) — многолетнее травянистое растение; вид рода Колокольчик.

## Синонимы
По данным The Plant List:
- Campanula biserrata K.Koch
- Campanula celtidifolia Boiss.
- Campanula hispida Fisch. ex Hornem.
- Campanula lactiflora f. coerulea Voss
- Campanula lactiflora var. glabra Trautv.
- Campanula lactiflora var. glabriuscula K.Koch
- Campanula lactiflora var. olympica Griseb.
- Campanula lactiflora var. pilosa Trautv.
- Campanula volubilis Willd. ex Schult.
- Gadellia biserrata (K.Koch) A.P.Khokhr.
- Gadellia lactiflora (M.Bieb.) Schulkina

## Ботаническое описание
Стебли прямые, облиствённые, ветвистые, от 50 до 150 см высотой.
Корни стержневые.
Верхние листья сидячие, яйцевидно-продолговатые, двоякозубчатые; нижние — на коротких черешках.
Цветки ароматные, колокольчатые, до 4 см в диаметре, молочно-белые, собраны в крупное кистевидное соцветие.

## Распространение
Кавказ, Малая Азия (северо-восточная Турция, северо-запад Ирана). Субальпийские луга и верхний лесной пояс.

## Значение и применение
По наблюдениям в Кабардино-Балкарии поедается западнокавказским туром (Capra caucasica).

## Сорта
- 'Alba'. Высота растений около 100 см. Цветки белые. Рекомендуемая плотность посадки 3—5 шт. на м²[3].
- 'Border Blues'. Высота растений около 86—102 см. Цветки глубоко-фиолетового цвета. Зоны морозостойкости 3a—8b[4].
- 'Loddon Anna'. Высота растений около 125 см. Цветки розового или лилового цвета. Рекомендуемая плотность посадки 3—5 шт. на м²[5].
- 'Gloaming'. Высота растений от 70 до 120 см. Цветки дымчато-голубого цвета. В мае рекомендуется формирующая обрезка[6]. Рекомендуемая плотность посадки 7—9 шт. на м²[7].
- 'Pouffe'. Высота растений около 40 см. Цветки сиреневые. Рекомендуемая плотность посадки 7—9 шт. на м²[8].
- 'Prichard’s Variety' (syn. 'Prichards Variety'). Высота растений около 40 см. Цветки фиолетовые. Рекомендуемая плотность посадки 5—7 шт. на м²[9].
- 'Senior'. Высота растений около 70 см. Цветки светло-голубые. Рекомендуемая плотность посадки 5 шт. на м²[10].
- 'Superba'. Высота растений около 125 см. Цветки фиолетовые. Рекомендуемая плотность посадки 5—9 шт. на м²[11].
- 'White Pouffe'. Высота растений около 40 см. Цветки белые. Рекомендуемая плотность посадки 7—9 шт. на м²[12].

## В культуре
В культуре с 1814 года.
USDA-зона: от 4 до 8.
Цветёт с июня до осени. Продлить цветение можно, удаляя отцветшие бутоны.
Плодоносит в августе — сентябре.
Колокольчик молочноцветковый — один из самых долгоживущих представителей рода, в природе живет до 20 лет, в культуре до 12 лет.
В сентябре кусты обрезают.
Плохо переносит деление и пересадку.
Семена высевают на постоянное место, всходы прореживают. Можно размножать короткими (8-12см) весенними прикорневыми побегами-черенками, которые укореняют в парнике.